# Homohadena inconstans
Homohadena inconstans är en fjärilsart som beskrevs av Augustus Radcliffe Grote 1883. Homohadena inconstans ingår i släktet Homohadena och familjen nattflyn. Inga underarter finns listade i Catalogue of Life.